# Cratere Groves
Groves  è un cratere sulla superficie di Marte.